# Edifici La Adriática (Alacant)
L'edifici La Adriática és un edifici localitzat en la confluència de la rambla de Méndez Núñez i el carrer de Girona de la ciutat valenciana d'Alacant. Va ser construït segons el projecte de l'arquitecte municipal Miguel López González.
Els pilars d'aquest edifici són metàl·lics i l'ús del formigó armat en l'estructura es limita únicament als forjats. La façana es caracteritza pel plànol continu de miradors volats, on predomina l'horitzontalitat, que contrasta amb la massissa torrassa de la rematada.